# Thuburbo Majus

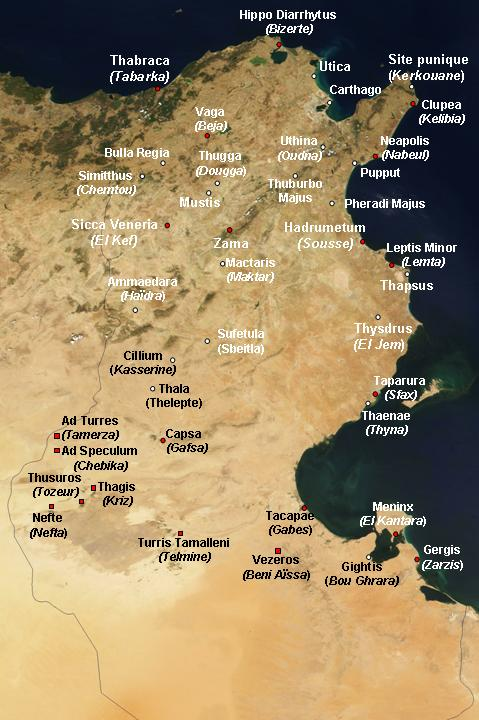
Thuburbo Majus nell'antica Tunisia

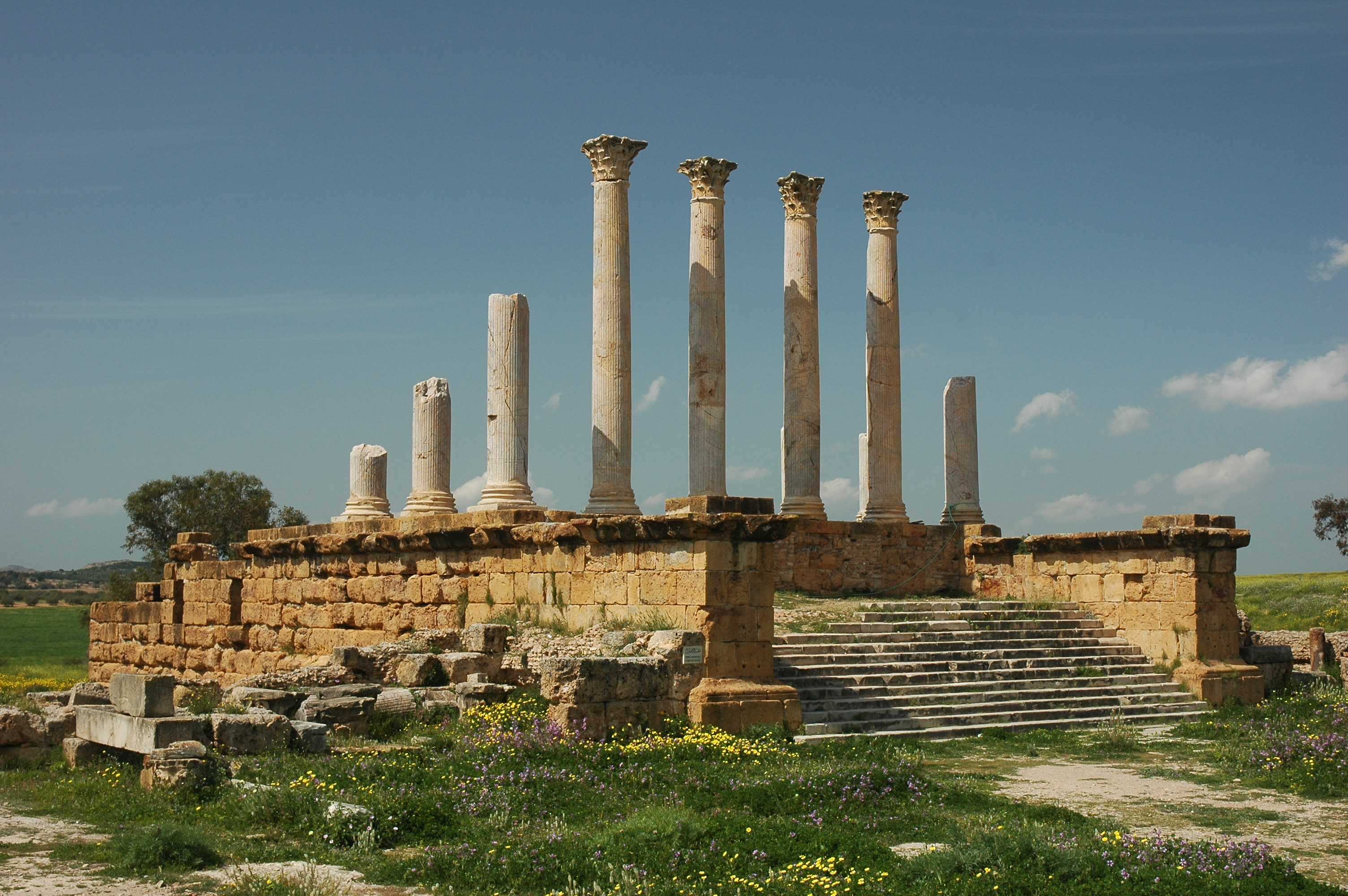
Rovine del Capitolium.

Thuburbo Majus (o Thuburbo Maius) è un importante sito archeologico romano situato in Tunisia, a circa 60 km a sud di Tunisi, su un'antica arteria stradale che metteva in comunicazione quest'ultima città ed il Sahara. Altre città che sorsero lungo questa via furono Sufes e Sufetula. La via non si è conservata integralmente: solo alcuni tratti sono rimasti integri, mentre i restanti sono caduti in rovina.
Thuburbo Majus (chiamata anche Colonia Julia Aurelia Commoda, secondo il nome romano) era originariamente una città punica. Venne rifondata nel 27 a.C., quando alcuni veterani vennero inviati da Augusto a Thuburbo per permettere loro di avere una vita dopo aver servito l'esercito: ai coloni venivano infatti donate le terre conquistate come ricompensa. L'importante sito in cui crebbe e l'accesso alle vie commerciali rese la città importante dal punto di vista economico. Le rovine di Thuburbo Majus sono attorniate ora dalla campagna, senza alcun villaggio nelle vicinanze.
Gran parte della città venne fondata tra il 150 e il 200 d.C. e restaurata nel IV secolo, dopo la crisi del III secolo. L'edificio più importante, il Capitolium, venne eretto nel 168 d.C.
La città fu un importante centro di produzione di grano, olive e frutta. Durante il regno di Adriano venne trasformata in municipio, aiutando Thuburbo ad accrescere in ricchezza, mentre venne trasformata da Commodo in colonia.

## Scavi

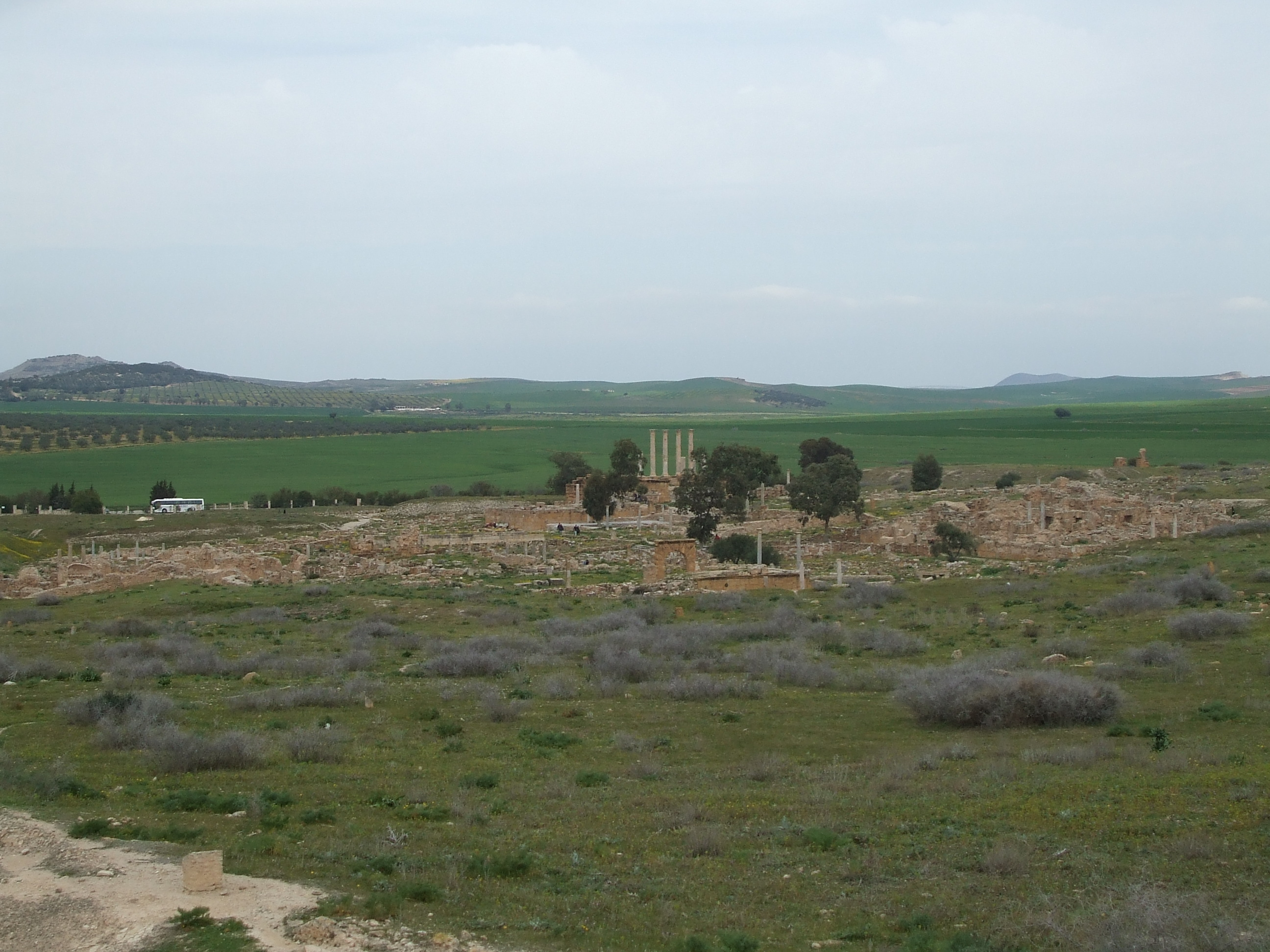
Vista panoramica di Thuburbo Majus

Nel 1916 venne ritrovato un tempio tetrastilo. L'edificio era decorato con statue di Apollo, Venere, Silvano, Bacco, i Dioscuri e un satiro.
Nel 1920 venne ritrovata un'iscrizione scritta in onore di Gaio Vettio Grato Attico Sabiniano, il che provò che molte altre iscrizioni recavano il nome della stessa persona.
I resti delle case di Bacco e Arianna, risalenti al V secolo, vennero scoperti nel 1925. Questi, ed altri resti, sono serviti ad avere un'idea della vita che i romani conducevano.
La città non presenta edifici intatti, nonostante rimangano le rovine del foro, dell'anfiteatro, di diversi templi, di terme e di case.